# Ramal Puerto Diamante-Curuzú Cuatiá del Ferrocarril General Urquiza

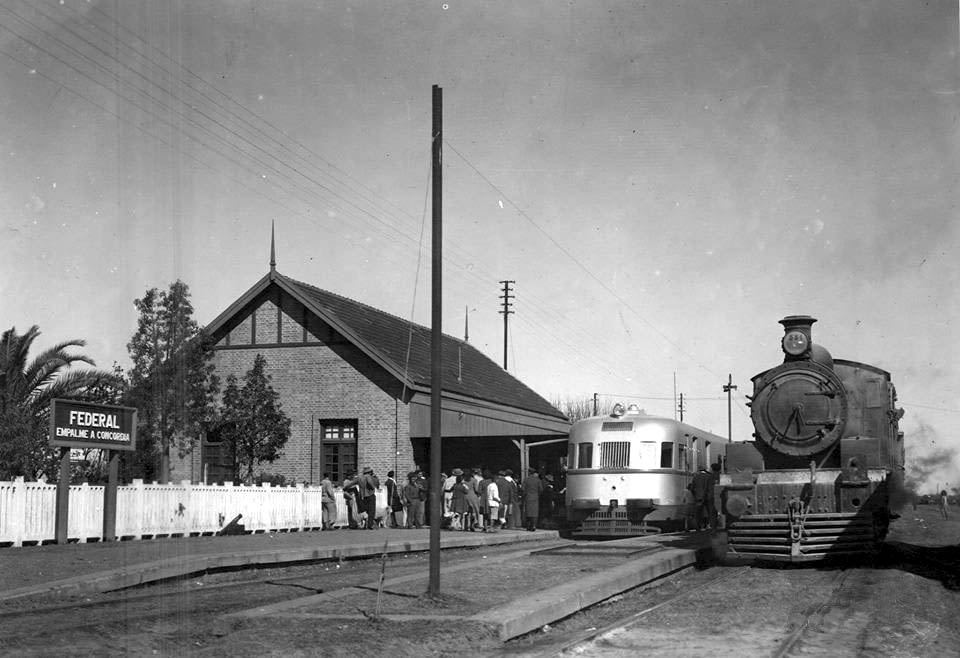
Estación Federal.

El ramal ferroviario Puerto Diamante-Curuzú Cuatiá de 413 km de largo pertenece al Ferrocarril General Urquiza y se halla en las provincias de Entre Ríos y Corrientes en Argentina. A febrero de 2018 se encuentra inactivo.
Perteneció como Línea E a las Líneas del Este de los Ferrocarriles del Estado, empresa estatal dependiente de la Administración General de Ferrocarriles del Estado (AGFE) hasta que estas líneas pasaron a integrar la red del nuevo Ferrocarril Nacional General Urquiza a partir del 1 de marzo de 1949. Toda la línea estatal que comprendía estos ramales fue denominada Línea del Este, Ferrocarril del Este o Ferrocarril de Diamante a Curuzú Cuatiá y fue administrada desde la ciudad de Buenos Aires. Como parte del FCGU el tramo entre Puerto Diamante y la estación Crespo Este es denominado ramal U-11, entre Crespo Este y El Pingo es el ramal U-12, y de allí a Curuzú Cuatiá es el ramal U-16. El tramo entre Crespo Este y el empalme del km 59 es compartido con el ramal de Paraná a Concepción del Uruguay (ramal U-5).
La construcción del ramal dio lugar a la formación de algunas poblaciones en torno a las estaciones: Pueblo Bellocq, Villa Alcaraz,  Bovril, Conscripto Bernardi, El Cimarrón, etc.

## Historia

### Construcción y operación
La construcción y explotación de un ferrocarril entre el puerto Diamante y Curuzú Cuatiá, con ramales laterales desde Federal a Chajarí y La Paz, fue concesionada a Rafael Aranda por ley n.º 4484 del 6 de octubre de 1904.

Artículo 1°. Concédese á don Rafael Aranda el derecho de construir y explotar una línea de ferrocarril, que, partiendo del Puerto de la ciudad del Diamante, de la provincia de Entre Ríos cruce la línea central del ferrocarril Central entrerriano, siga por la Cuchilla Grande y pasando por Villa Federal y San José de Feliciano, llegue á la ciudad de Curuzú Cuatiá de la provincia de Corrientes para empalmar con el Ferrocarril Nordeste Argentino y un ramal de Villa Federal á Chajarí, para empalmar con el F. C. Argentino del Este, y podrá construir también un ramal que, partiendo de Villa Federal, termine en la ciudad de La Paz.

Otra ley, la n.º 5077 sancionada el 13 de junio de 1907, modificó el trazado y agregó un ramal de San José de Feliciano a Sauce. 

Artículo 1° – Autorízase al Poder Ejecutivo para modificar el trazado de la línea del puerto del Diamante en la provincia de Entre Ríos, a Curuzú Cuatiá, provincia de Corrientes, manteniendo el de la línea principal entre Diamante y Curuzú Cuatiá por la Cuchilla Grande, pasando por Villa Federal, ligando San José de Feliciano, La Paz y Chajarí, por medio de ramales que salven las dificultades del trazado por la ley 4484 y ampliando la red con un ramal de San José de Feliciano a Sauce, provincia de Corrientes.

Pero la construcción no se efectuó y la concesión fue derogada por ley n.º 6341 del 2 de septiembre de 1909, que autorizó al Poder Ejecutivo Nacional para invertir 10 600 000 pesos oro para construir una línea de trocha estándar desde el puerto de la localidad de Diamante hasta el punto que resultase más conveniente de la línea Monte Caseros-Posadas del Ferrocarril Nordeste Argentino siguiendo la cuchilla Grande y pasando por Curuzú Cuatiá, con una derivación hasta el puerto de Paraná empalmando con la anterior en las inmediaciones de la estación María Grande, siguiendo la cuchilla. Lo autorizó también a iniciar negociaciones para comprar el ramal de Crespo a Hasenkamp del Ferrocarril Entre Ríos, que había sido inaugurado el 26 de agosto de 1907 y habilitado el 1 de septiembre de 1907.
La construcción del ramal comenzó en marzo de 1910 construyéndose una primera sección de 33,7 kilómetros entre Diamante y la estación Gobernador Crespo del Ferrocarril Entre Ríos, que fue librado al servicio público con carácter provisorio mediante una resolución de 14 de marzo de 1912. El 10 de septiembre de 1912 se estableció un servicio regular de trenes mixtos en el ramal. El Ministerio de Obras Públicas de la Nación publicó en el Boletín Oficial de la República Argentina el 9 de mayo de 1916 el nombre que recibirían las estaciones de este tramo: Puerto Diamante (km 0), Strobel (km 3,8) y Puiggari (km 21,3).
Un decreto de 24 de marzo de 1914 aprobó un contrato entre la Dirección General de Ferrocarriles del Estado y el Ferrocarril Entre Ríos para administrar, explotar y conservar la línea desde el Puerto de Diamante hasta la estación del km 78 (estación Bovril) de la sección Hasenkamp al norte. El contrato fue renovado el 3 de enero de 1916.

Articulo 1° — La Empresa se obliga á administrar, conservar y poner en explotación la línea férrea y telégrafo desde el Km. 4 de la linea de Diamante á Crespo y desde Hasenkamp hasta la estación Bovril en la Sección Hasenkamp...

La línea tenía sus talleres en la estación Strobel, los que fueron habilitados el 18 de agosto de 1921. En 1977 todo el personal de los talleres de Strobel fue trasladado a los talleres de Paraná y a comienzos de 1978 fueron cerrados. 
El ramal de unos 50 km entre Hasenkamp y Federal fue comenzado a construir en febrero de 1912 y finalizado el tendido en 1914. El tramo entre Hasenkamp y Bovril fue habilitado el 11 de abril de 1914. Para el tramo desde Bovril hasta Federal fue firmado otro contrato de arrendamiento el 31 de diciembre de 1915 que posibilitó que el Ferrocarril Entre Ríos realizara los trabajos restantes para terminar la obra y explotar el servicio. El contrato fue aprobado por decreto del 26 de mayo de 1916, que además libró al servicio público de cargas el tramo.
El 19 de agosto de 1918 la Administración General de Ferrocarriles del Estado comenzó la explotación de la entrada al puerto de Diamante desde Strobel y el 1 de julio de 1919 se hizo cargo de la línea de Strobel a Crespo, mientras que de esta a Federal, aunque también se dio por terminado el contrato, fue entregada por el Ferrocarril de Entre Ríos en 1921. La totalidad del ramal hasta Curuzú Cuatiá fue habilitado al tráfico el 20 de septiembre de 1920 luego de que el Primer Batallón de Ferrocarrileros del Ejército Argentino finalizara su construcción. 
Debido a que las negociaciones estipuladas en la ley n.º 6341 con el Ferrocarril Entre Ríos para la compra del ramal Crespo-Hasenkamp fracasaron, se proyectó la construcción de un ramal de 41,4 km entre la estación Puiggari de la sección Diamante-Crespo y la estación La Picada del futuro ramal Paraná-Hasenkamp. Sin embargo, un decreto del Gobierno nacional de 8 de junio de 1929 dispuso la expropiación del ramal de Crespo a Hasenkamp del Ferrocarril Entre Ríos. Este tramo había sido librado al servicio el 26 de agosto de 1907 y habilitado el 1 de septiembre de ese año. El 1 de julio de 1929 se hizo efectiva la expropiación.
El ramal desde El Pingo a Paraná fue inaugurado el 1 de noviembre de 1943, pero el recién el 16 de agosto de 1954 corrió por primera vez un tren de pasajeros entre Paraná y Concordia utilizando este ramal. El empalme en San Jaime de la Frontera a San José de Feliciano fue inaugurado el 22 de noviembre de 1932 y abierto al servicio el 6 de marzo de 1935.
Un decreto de 30 de junio de 1930 autorizó la construcción del enlace entre la estación Crespo y el ramal a Hasenkamp prescindiendo así de usar las vías del Ferrocarril Entre Ríos, para lo cual fue construida una trinchera por debajo del cruce de vías. Este tramo finalizaba en un empalme que seguía a la nueva estación Crespo (km 33,8 desde Puerto Diamante) construida por el Estado, que luego se conoció como Crespo Este y se halla a 1,5 km de Crespo Central. Desde el 1 de marzo de 1949 los dos ferrocarriles que se cruzaban en Crespo quedaron integrados en el Ferrocarril Nacional General Urquiza y la estación Crespo Este fue abandonada y sus vías de acceso levantadas. El ramal de Federal a Concordia Norte fue construido por el Primer Batallón de Ferrocarrileros y fue habilitado el 26 de diciembre de 1930 con empalme en triángulo en Federal.

### Cierre
El Plan Larkin, publicado en 3 tomos como Transportes argentinos: plan de largo alcance, fue un estudio de racionalización y modernización de los medios de transporte de Argentina entre 1959 y 1962. El plan establecía un orden de prioridad para el cierre de varios ramales del FCGU y sus sustitución por caminos: 1) La Paz-San Jaime; 2) Federal-Curuzú Cuatiá; 3) Crespo-El Pingo, Paraná-El Pingo, El Pingo-Federal. 
El decreto n.º 44/1990 del 4 de enero de 1990 dispuso la racionalización de los servicios de pasajeros interurbanos ordenando el cierre de 14 servicios del FCGU en un plazo de 30 días. Los trenes n.º 2303-2304 entre Concordia Central y Paraná fueron suprimidos por este decreto. El decreto n.º 1168/1992 del 10 de julio de 1992 dispuso la supresión de los servicios de pasajeros interurbanos a partir del 31 de julio de 1992 o su traspaso a las provincias interesadas a partir del 1 de enero de 1993 debiendo entre ambas fechas compartir los costos de los servicios. Los trenes n.º 2301-2302 entre Concordia Central/ Norte y Paraná fueron suprimidos por el decreto n.º 1168/1992 y remplazados por otro que corrió hasta el 31 de diciembre de 1992. 
El 1 de agosto de 1992 fue puesto en vigencia un diagrama de emergencia para los servicios de pasajeros interurbanos subsistentes, entre ellos el de Concordia a Paraná, costeados a medias por las provincias. El decreto n.º 532/1992 del 27 de marzo de 1992 convocó a las provincias a que antes del 30 de abril de 1992 -en que fueron cerrados definitivamente- ofrecieran interés en la concesión de los ya clausurados (algunos desde décadas anteriores), entre ellos el tramo de El Pingo al empalme km 59, que en consecuencia quedó abandonado.
El 31 de diciembre de 1992 dejó de funcionar el coche motor entre Concordia y Paraná, que usaba el ramal entre Federal y El Pingo. Los trenes de carga desde Curuzú Cuatiá circularon esporádicamente hasta septiembre de 2006, quedando desde entonces abandonado el ramal. A partir de 2009 entró en funciones la Unidad Ejecutora Ferroviaria de Entre Ríos (UEFER), creada por el gobierno de dicha provincia el 28 de abril de 2008 mediante el decreto provincial 2086/2008 MGJEOYSP. El 19 de diciembre de 2009 se realizó un viaje de prueba desde Paraná a Basavilbaso sobre una vía no utilizada en 18 años, pasando por el ramal en Crespo. El servicio estación Paraná-estación Concepción del Uruguay fue puesto en marcha el 28 de junio de 2010 con un coche motor Materfer. Pese a diversas iniciativas del gobierno provincial, el ramal no fue reactivado. En febrero de 2016 dejó de funcionar el servicio de Paraná a Concepción del Uruguay.